# St. Johannis (Luckenwalde)

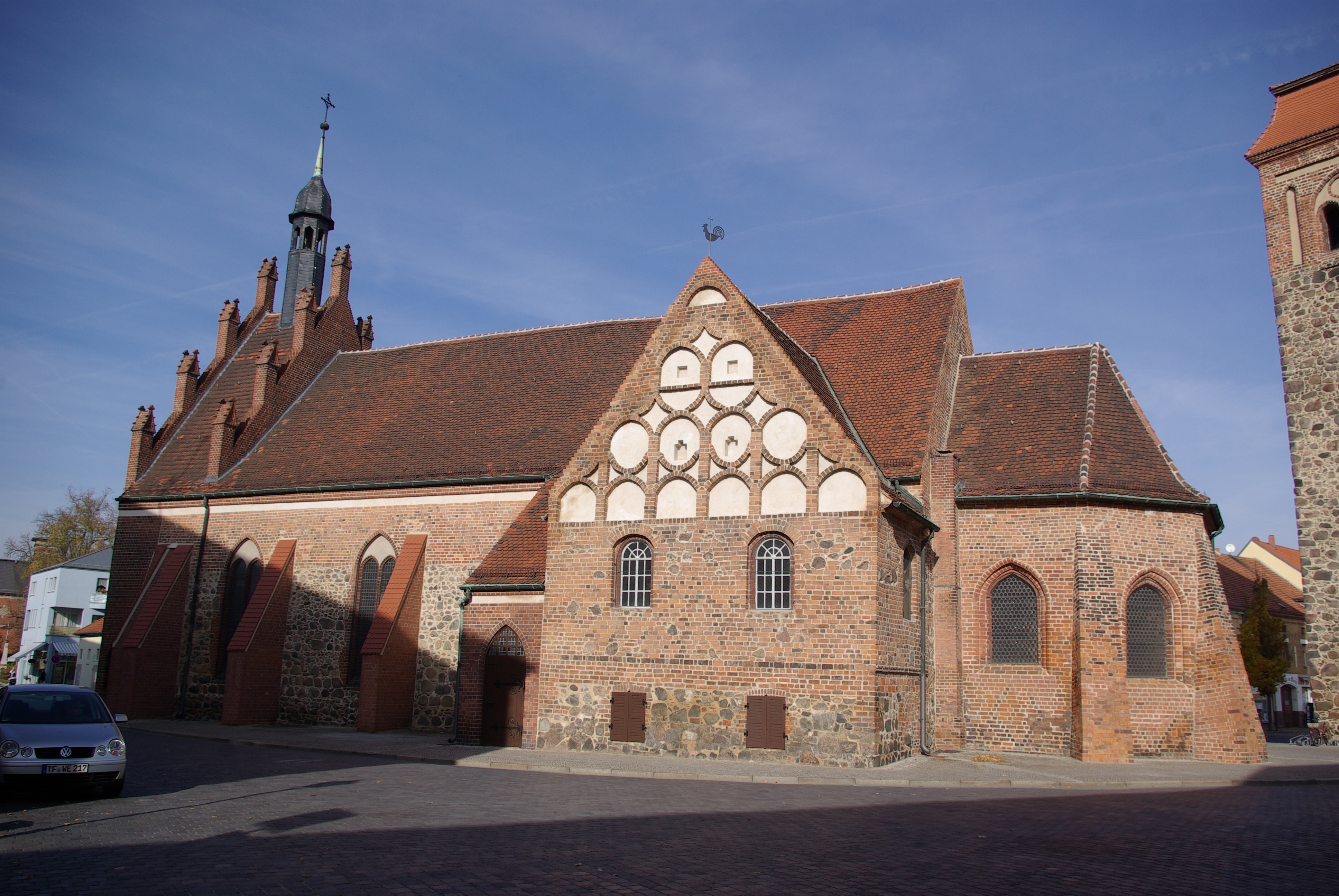
St. Johanniskirche

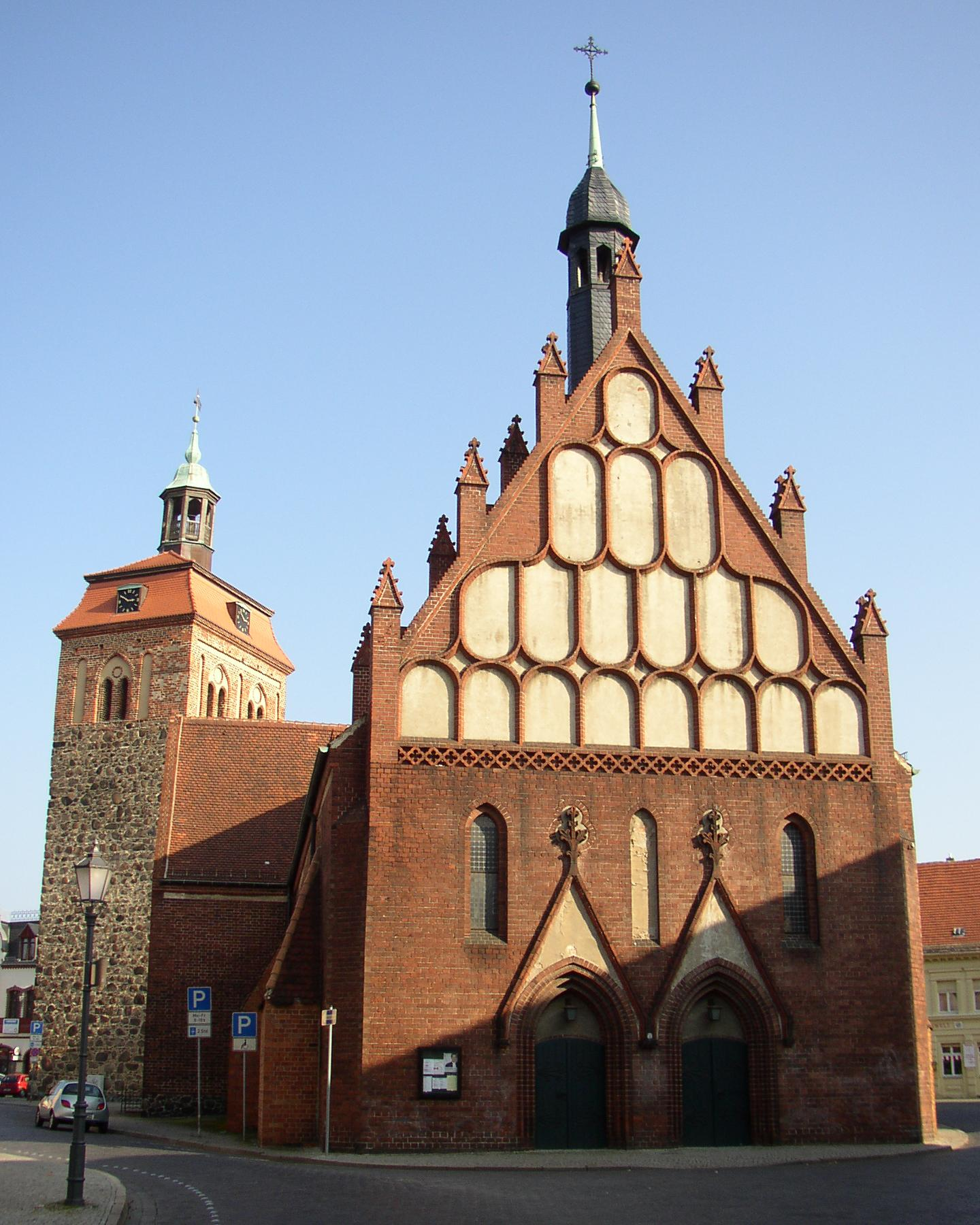
St. Johannis, im Hintergrund der Marktturm

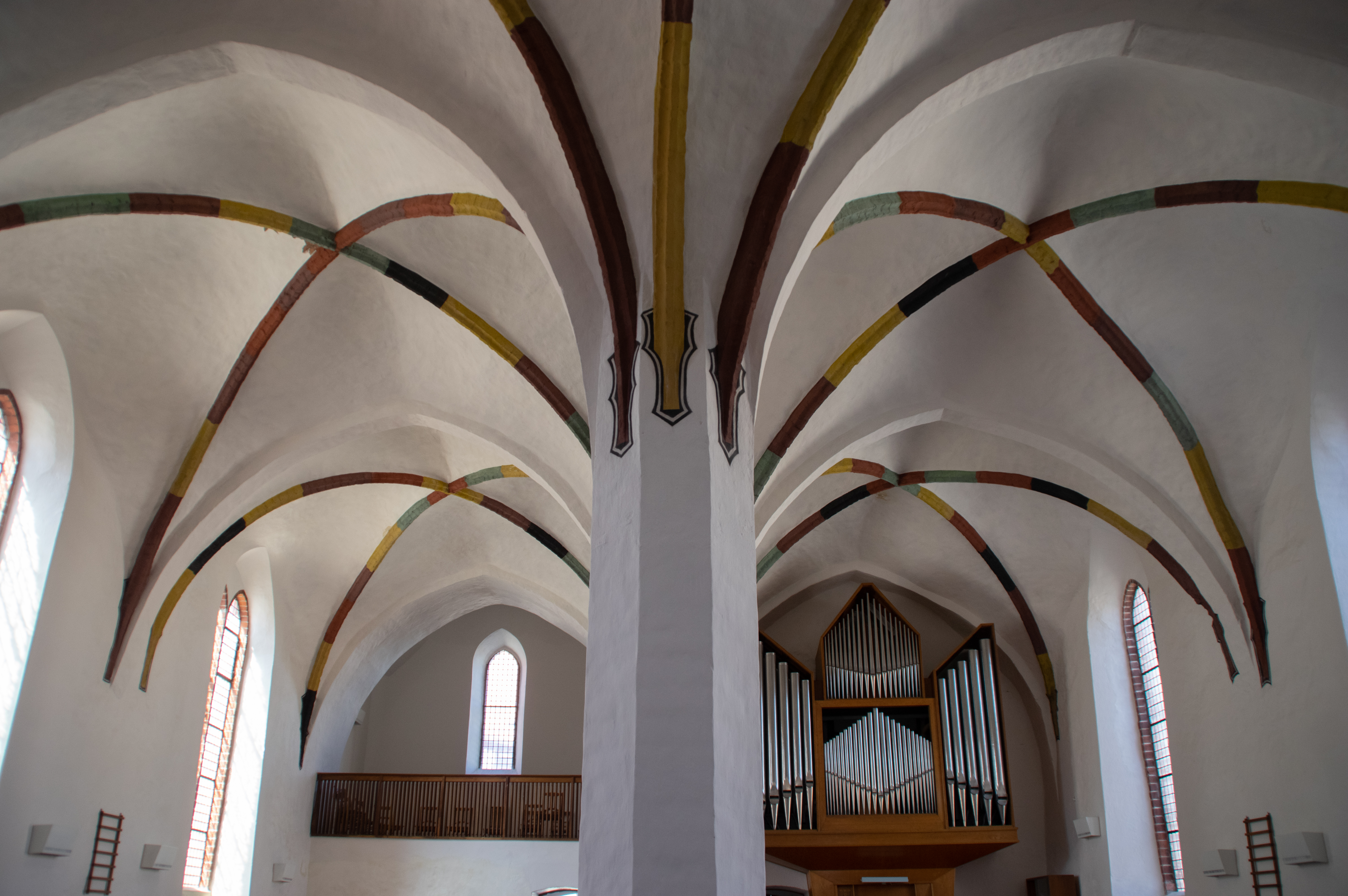
Blick zur Orgel

Die evangelische Kirche St. Johannis ist ein denkmalgeschütztes spätgotisches Kirchengebäude in Luckenwalde, der Kreisstadt des Landkreises Teltow-Fläming in Brandenburg. Die Kirchengemeinde gehört zum Kirchenkreis Zossen-Fläming in der Evangelischen Kirche Berlin-Brandenburg-schlesische Oberlausitz.

## Geschichte und Architektur
Das 1170 gegründete Kloster Zinna bei Jüterbog war die Mutterkirche aller Kirchengebäude in der Umgebung, somit ist anzunehmen, dass St. Johannis (auch St. Johannes geschrieben) ebenfalls von den Zisterziensern gegründet wurde. Urkundliche Erwähnungen sind nicht überliefert. Ursprünglich war das aus unregelmäßig gesetzten Feldsteinen errichtete Gebäude eine einfache Saalkirche, deren Chor eingezogen war. Deren Feldsteinmauerschichten ragen teilweise bis über die Mitte der Fenster hinaus.
Wohl in der zweiten Hälfte des 15. Jahrhunderts wurde die Kirche zu einer zweischiffigen Hallenkirche mit Kreuzgratgewölben umgebaut, mit fünf Jochen im Langhaus und einem kurzen, in drei Seiten geschlossenem Chor. Als Baumaterial diente roter Backstein im Klosterformat. Vier achteckige Säulen stützen die Gewölbe.
Nach den Ordensregeln der Zisterzienser erhielt der Sakralbau keinen Kirchturm, daher wurde ein kleiner Dachreiter aufgesetzt. Die der Durchgangsstraße zugewandte Seite war ursprünglich die Schauseite, ein Treppengiebel in einfacher Form war mit einem Deutschen Band verziert. Später wurde hier ein Altarraum mit fünfseitigem Schluss und Sterngewölbe vorgebaut. Die Westmauer war eine einfache Wand aus Feldsteinen ohne Verzierungen. Hier war gleichzeitig das Ende der Stadt, eine Brücke über die Nuthe existierte noch nicht. Der Innenraum war bis zum Anfang des 16. Jahrhunderts, vor Beginn der Reformation, fertiggestellt. Von der Ausmalung sind nur Teile erhalten.
1902 wurde der Bau um ein halbes Joch nach Westen erweitert, ein Westgiebel wurde nach dem Vorbild der Kapelle an der Südseite errichtet.
Nach der deutschen Wiedervereinigung konnte die Kirchengemeinde eine umfangreiche Renovierung in Angriff nehmen. Daher war die Kirche 2007–2009 geschlossen. Die Hülle des Gebäudes und der Innenraum wurden mit finanzieller Unterstützung von Bund, Land und Stadt umfassend saniert. Die Fassade und das Dach wurden erneuert, Malereien aufgefrischt, und die Bänke im Innenraum erhielten ihre ursprüngliche Holzfarbe zurück. Gegen die aufsteigende Nässe in den Wänden wurden notwendige Maßnahmen ergriffen, die in die Fenster eingebauten Lüftungsklappen sollen das Raumklima verbessern.

## Wand- und Deckenmalereien
Unter einem alten Anstrich wurden 1901 alte Wand- und Deckenmalereien aufgedeckt. Am östlichen Pfeiler zeigte sich eine Darstellung des Sebastian, an der Nordwand die Katharina und links am Triumphbogen der Stammbaum Jesu. Über den Fenstern im Altarraum sind die Evangelistensymbole sowie das Schweißtuch der Veronika zu sehen. Verschiedene Wappen stehen vermutlich für die Stifterfamilien. Die Drolerien in den Kappen der Gewölbe zeigen Tierfratzen und Menschenköpfe.

## Ausstattung
- Die kelchförmige Taufe aus Sandstein ist eine Arbeit des späten Mittelalters (15. Jahrhundert)[1], die Cuppa ist kelchförmig. Sie wird von den Evangelistensymbolen Mensch, Löwe, Stier und Adler getragen.
- Seit 1961 stehen fünf Holzfiguren aus der Zeit um 1500 im Altarschrein. Sie stellen Johannes den Täufer, den Schutzheiligen der Kirche, Maria mit Jesus sowie die Heiligen Margarethe, Petrus und Barbara dar und sind im spätgotischen Stil ausgeführt.[1] Der Schlüssel des Petrus ist verloren gegangen.
- Das über dem Altar schwebende Triumphkreuz und das Ehrenmal für die Opfer der Kriege schnitzte 1964 der Holzbildhauer Hermann Lohrisch. Das Ehrenmal zeigt Soldaten und Häftlinge des Kriegsgefangenenlagers Stalag sowie Zivilpersonen. Über der Gruppe steht der segnende Christus.
- Die Orgelbaufirma Eule aus Bautzen installierte 1966 die Orgel, die 1996 komplett überholt wurde. Dabei erhielt sie ein zusätzliches Register im Hauptwerk.[9]
- Sämtliche Glasfenster entstanden nach Entwürfen der Glasmaler Rudolf und Otto Linnemann aus Frankfurt.[10]

## Marktturm

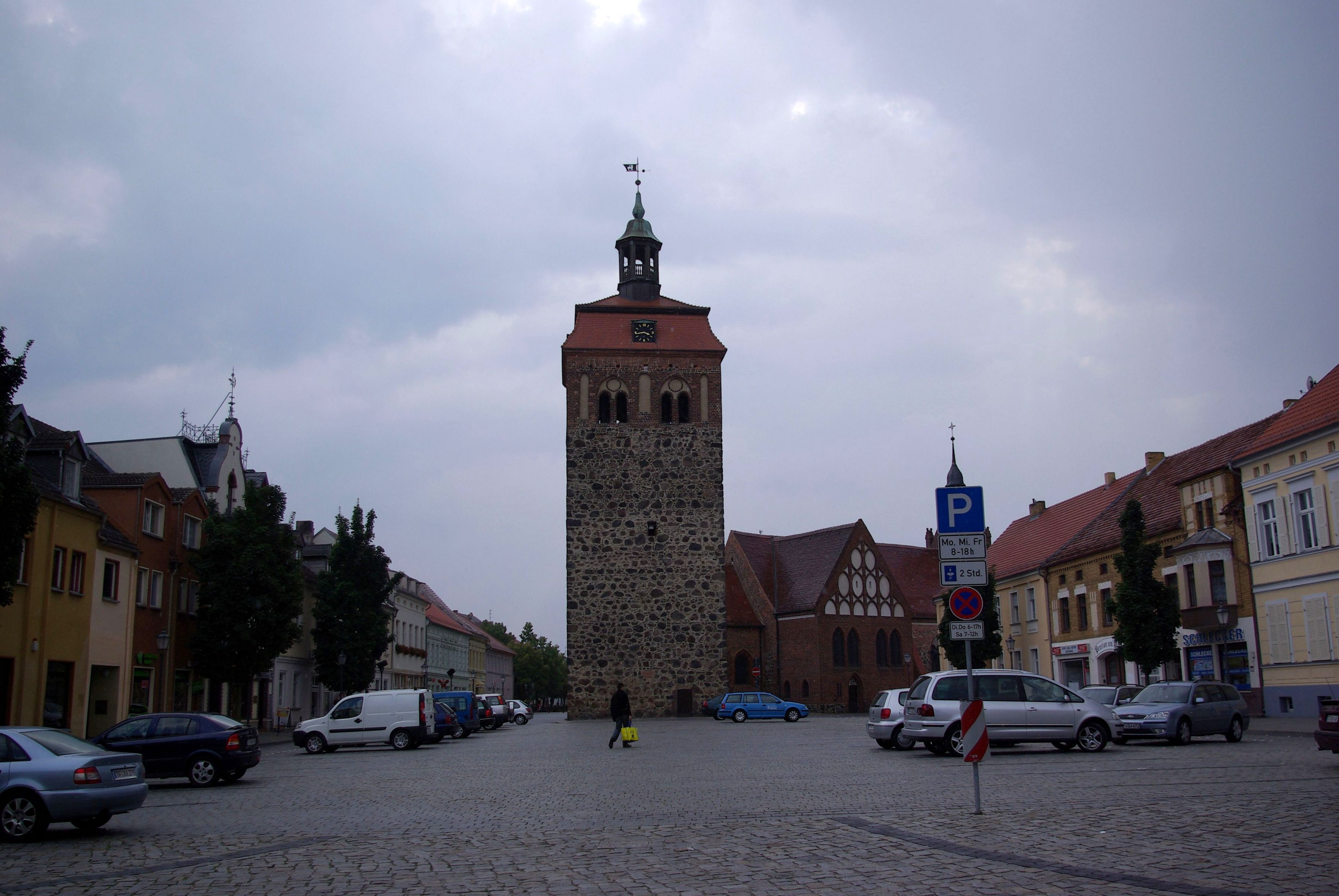
Marktturm und Kirche

Der denkmalgeschützte Marktturm steht wie ein Campanile etwas abseits der Kirche inmitten des Platzes, er dient der Kirche als Glockenturm. Sein ursprünglicher Verwendungszweck ist nicht bekannt, er entstand etwa zur selben Zeit wie die Kirche, allerdings gibt es keinen räumlichen Bezug beider Gebäude. Die Kirche wurde in Ost-West-Richtung erbaut, der Turm orientiert sich an dem viereckigen Marktplatz und steht in der Nähe des Kirchenchores. Das Glockengeschoss wurde um 1484 aus Backstein gemauert und zeigt Schallöffnungen in spitzbogiger Form. Der Turm ist insgesamt 38 Meter hoch, das Feldsteinmauerwerk erstreckt sich bis in eine Höhe von 19 Metern. Die barocke Haube mit einer Wetterfahne und vier Uhren wurde 1730 aufgesetzt. Der Turm wurde 1995 umfassend saniert, er gilt als Wahrzeichen der Stadt.